# Johan Oremo
Johan Oremo (ur. 24 października 1986) – szwedzki piłkarz, napastnik, od 2012 roku broni barw Gefle IF. Wcześniej grał dla Rengsjö SK, Bollnäs GIF Fotboll, Söderhamns FF i Djurgårdens IF. Oremo dwukrotnie bronił barw narodowych.